# Hel·ladi de Tars
Hel·ladi de Tars (Helladius, Ἑλλάδιος) fou bisbe de Tars.
Era un monjo que es va distingir pel seu suport al patriarca Nestori que el va fer bisbe vers el 431. Més tard va tornar a l'ortodòxia i va haver de signar l'anatema contra Nestori. Va deixar escrites algunes cartes de les quals sis es conserven. Va ser condemnat al Concili d'Efes el 431.